# مصر القابضة للتأمين
مصر القابضة للتأمين هي شركة قابضة حكومية مصرية، يمتلكها صندوق مصر السيادي، وكانت سابقًا ملكًا لوزارة قطاع الأعمال العام، أنشأت في 15 يوليو 2006، وتعمل في مجال التأمين، ويتبعها ثلاثة شركات.

## الشركات التابعة
- مصر للتأمين
- مصر لتأمينات الحياة
- مصر لإدارة الأصول العقارية

## الشركات المشتركة
- مصر لخدمات المؤسسات.[4]
- مصر لإدارة الاستثمارات المالية.[5]
- مصر للاستثمار العقاري والسياحي.[6]
- مصر لإدارة العقارات.[7]
- مصر للتأمين التكافلي.[8]
- مصر لإعادة التأمين.
- مصر للاستثمار والتنمية العمرانية [9]
- مصر فاينانس للخدمات المالية[10]
- شركة صندوق القطاع المالى للاستثمار
- مصر لشبكة الرعاية الصحية [11]
- شـركة أكـتوبر للتنمية والاستثمار العقـارى[12]

## وصلات خارجية
- الموقع الرسمي